# Adolfo Grosso
Adolfo Grosso (Povegliano, Véneto, 17 de dezembro de 1927 – 28 de julho de 1980) foi um ciclista italiano, que foi profissional entre 1949 e 1957. A suas principais vitórias como profissional o Troféu Baracchi de 1949 (junto a Fiorenzo Magni), a Milano-Torino de 1950, duas etapas da Volta à Catalunha, uma ao Volta à Romandia, e sobretudo, uma etapa ao Giro d'Italia de 1954.

## Palmarés
- 1948
  - 1.º na Astico-Brenta
- 1949
  - 1.º na Coppa Caivano
  - 1.º no Troféu Baracchi (com Fiorenzo Magni)
- 1950
  - 1.º na Milano-Torino
- 1952
  - 1.º no Giro do Veneto
  - Vencedor de uma etapa da Volta à Catalunha
  - Vencedor de 2 etapas da Volta à Argentina
- 1953
  - 1.º no Giro di Campania
  - Vencedor de uma etapa da Volta à Catalunha
- 1954
  - Vencedor de uma etapa ao Giro d'Italia
- 1955
  - 1.º no Giro do Veneto
- 1956
  - Vencedor de uma etapa do Volta à Romandia

### Resultados ao Giro de Itália
- 1950. 63.º da classificação geral
- 1951. 48.º da classificação geral
- 1952. 41.º da classificação geral
- 1953. Abandona
- 1954. 22.º da classificação geral. Vencedor de uma etapa
- 1955. 42.º da classificação geral
- 1956. Abandona

### Resultados ao Tour de France
- 1953. Abandona (7.ª etapa)